# جوزيف إف. بيانكو
جوزيف إف. بيانكو (بالإنجليزية: Joseph Frank Bianco)‏ هو قاضي ومحامي أمريكي، ولد في 11 سبتمبر 1966 في فلاشينغ ‏ في الولايات المتحدة.